# Попрошайничество
Попрошайничество — активное прошение у прохожих людей денег и других материальных ценностей, являющееся для просящего основным средством дохода. Часто сочетается с бродяжничеством. Согласно толковому словарю Ушакова, попрошайничество — это занятие нищенством либо постоянное, нудное приставание с просьбами о чем-нибудь.
Существуют специализирующиеся в данной сфере криминальные группировки, которые заставляют заниматься попрошайничеством бомжей и несовершеннолетних.
Также существует своеобразный подвид попрошайничества — аскерство (от англ. ask — спрашивать). Аскер или аскет (человек, который аскает) — помощник уличных музыкантов, человек, проходящий среди зрителей и собирающий (выпрашивающий) добровольные пожертвования от слушателей. Термин также распространён среди хиппи.
В странах Африки и в России развито интернет-попрошайничество, в том числе мошенничество с помощью служб знакомств, когда отдельные интернет-мошенники или их группы рассылают электронные письма с просьбой о благотворительности, создают фиктивные благотворительные интернет-сайты с целью собственного обогащения.

## Классификация попрошаек
Существует множество различных принципов и критериев классификации попрошаек.
По частоте попрошайничества и его роли в доходах попрошайки выделяют любительское (факультативное) и профессиональное (облигатное) попрошайничество. Для попрошайки-любителя сбор милостыни не является основным источником дохода, он просит деньги лишь время от времени, для духовного удовлетворения или же в случае возникновения определённых ситуаций (нет денег на билет (или не хочется отдавать на билет свои деньги), закончилась зарплата и т. д.). Для профессиональных нищих попрошайничество является основным родом деятельности, способом заработка.
По степени свободы попрошаек разделяют на просящих добровольно — тех, кто собирает милостыню для собственных нужд, и работающих на хозяев, сдающих всю полученную выручку им. Последние часто находятся фактически в рабстве, содержатся в тяжёлых бытовых условиях и не могут свободно покинуть хозяев, за попытки уйти или даже недостаточное количество собранной милостыни к ним может применяться сила. В то же время есть и те, кто просит деньги «на хозяев» добровольно, в обмен на предоставляемый кров и еду.
По способу попрошайничества и предлогам к необходимости подаяния (вне зависимости от истинности или ложности предлога, то есть, просящий деньги на проезд может действительно потратить выручку на билет и уехать по месту назначения или же использовать поданные ему деньги для других целей, а собирающий на еду может в итоге купить как еду, так и, например, алкоголь):
- Уличные музыканты и некоторые другие уличные артисты.
- Собирающие деньги на проезд куда-либо, по классификации Гулико Махнадзе — «набилетчики» (разновидность — просящие на жетон в метро — «нажетонщики»).
- Собирающие деньги на еду, по Гулико Махнадзе — «наедушники». Истинные наедушники часто встречаются среди бомжей и студентов.
- Собирающие деньги на лечение — собственное или третьего лица, часто ребёнка. Среди подобных попрошаек нередко встречаются мошенники, просящие на излечение от выдуманного диагноза или и вовсе собирающие деньги на лечение реально существующего больного ребёнка (не связанного с ними), но присваивающие все полученные средства себе.
- Инвалиды, причём это могут быть как реальные инвалиды, нуждающиеся в помощи и средствах, так и лжеинвалиды (например, лжеколясочники) — мошенники, имитирующие инвалидность.
- Просящие деньги с детьми, часто это представители цыганской национальности, одна из выделяемых Гулико Махнадзе разновидность — «цыганская яжемать».
- Собирающие деньги с животными на корм последних, часто такое попрошайничество сопровождается жестоким обращением с животными, в частности, накачиванием последних снотворным для более смирного поведения.
- Служители церкви, собирающие средства на строительство храмов. Обычно, в действительности являются таковыми.
- Открыто, без ложных предлогов просящие «на опохмел».

Существует гораздо больше различных предлогов для подаяния, например, встречаются те, кто систематически просит вблизи платных общественных туалетов сумму, равную плате за вход, имитируя срочную необходимость справить нужду.
Существуют также различные методы попрошайничества. Большинство попрошаек предпочитает занимать определённую точку в подземном переходе, возле входа в торговый центр или вблизи церкви — на паперти. Нищие, собирающие милостыню в транспорте (автобусах, электричках, метро), часто прохаживаются по салону вдоль пассажирских сидений. Некоторые нищие-профессионалы или чаще любители, обычно более молодые, могут подходить или подбегать к прохожим и обращаться к ним в устной форме. Другие чаще используют специальные таблички с надписью «На еду», «На пропитание», «На операцию», «На корм собачкам» или, в случае сбора на билет в отдалённый пункт следования транспорта, с надписью конечной точки маршрута, куда не может добраться просящий. В то же время инвалиды, люди с физическими уродствами, некоторые сотрудники полиции и просящие деньги с животными часто не используют дополнительных аксессуаров, ограничиваясь только тарой для милостыни — шапками, пластиковыми стаканчиками, картонными коробками и т. д. Кроме вышеперечисленных видов тары, встречающихся почти у всех категорий попрошаек, среди музыкантов в качестве тары часто используются чехлы от музыкальных инструментов, а служители церкви обычно имеют при себе специально оборудованные деревянные или пластмассовые ящики.

## В СССР
В СССР попрошайничество рассматривалось как форма паразитизма и стремление уклониться от общественно полезного труда, и за него предусматривалась уголовная ответственность.

## В России
Согласно статье 151 УК РФ, вовлечение несовершеннолетнего лица в совершение попрошайничества наказывается обязательными работами на срок до четырехсот восьмидесяти часов либо исправительными работами на срок от одного года до двух лет, либо арестом на срок от трех до шести месяцев, либо лишением свободы на срок до четырех лет. То есть уголовное наказание предусмотрено не за сам факт попрошайничества, а только за привлечение к этому занятию несовершеннолетних лиц.
Лицо, занимающееся попрошайничеством, может быть наказано по ст. 20.1 КоАП за мелкое хулиганство, если будет доказано, что его приставание к гражданам носило оскорбительный характер. Максимальный размер штрафа, установленный КоАП, составляет всего 2000 рублей. Также нарушителю могут назначить административный арест, срок которого не может превышать 15 суток.
Мэр Москвы Юрий Лужков в сентябре 2009 г. прокомментировал проблему московских попрошаек так: «(попрошайки) объединены в консорциумы и занимаются зарабатыванием для своих кукловодов, которые используют людей, имеющих увечья, в целях получения небольших денег». «Альтернатива»  отмечает, что большинство попрошаек находится в так называемом нищенском рабстве.

## В Бразилии
Согласно Кодексу об уголовных нарушениях от 1941 года, попрошайничество считалось преступлением. Ст. 60 данного кодекса определялa «попрошайничество» как «прошение милостыни из праздного образа жизни или ради наживы» и определяло как наказание от 15 дней до 3 месяцев ареста, который, согласно единственному параграфу той же статьи, мог быть продлен на срок от шестой части до трети срока ареста, если прошение происходило с угрозами, сопровождалось порочащими действиями, основывалось на ложном аргументе, с симулированием увечий, а также с вовлечением детей до 18 лет или умалишённых. Статья действовала вплоть до ее отмены в 2009 году законом 11.983 от 16 июля 2009 года. Однако, попрошайничество все еще остается одной из законных причин к выдворению иностранца из Бразилии по ст. 65, параграфу 1, часть с Устава об иностранцах. Кроме этого, в разных местах Бразилии действуют прямые запреты на попрошайничество в общественных местах, узаконенные местными (муниципальными или штата) правовыми нормами.

## В Узбекистане
В Узбекистане за попрошайничество предусмотрен штраф от 1 до 3 МРЗП либо административный арест до 15 суток. В случае попрошайничества после применения административного наказания нарушителям грозит до 240 часов принудительных общественно-полезных работ, до 2 лет исправительных работ, ограничение свободы до 1 года либо лишение свободы на такой же срок.
В июне 2013 года во время встречи с фермерами бывший президент Узбекистана Ислам Каримов утверждал, что в Узбекистане сейчас на улицах невозможно встретить попрошаек.

## Интересные факты
- Жительница крупнейшего в Нигерии города Лагос Розмари Обиакор отдала три миллиона найр (22 тысячи долларов), выигранные в лотерею, нищенке-попрошайке. При этом речь не идёт о желании помочь несчастной. Розмари просто стала «жертвой» суеверия[14].
- Существуют роботы-попрошайки[15].